# Szekerestörpény
Szekerestörpény (románul: Târpiu) település Romániában, Kolozs megyében.

## Fekvése
Kolozsvártól 66 km-re északra, Déstől 12 km-re nyugatra, Alsógyékényes, Keménye és Szóváros közt fekvő település.

## Története
1440-ben Tewrpen néven említik először.
Lakossága a reformáció idején felvette a református vallást. A 17. század közepéig önálló egyházközség volt, de a tatárbetörések hatására a hívek száma annyira megfogyatkozott, hogy 1680-tól Kodor filiája lett. A megcsappant magyar lakosság pótlására román jobbágyokat telepítettek le a faluba.
A filia 1770-től nagy nehézségekkel küszködött, amelynek legfőbb oka volt, hogy a falu birtokosa, Diószegi Ferenc áttért a katolikus vallásra és megvonta támogatását a reformátusoktól, akik saját jövedelmükből a templomot nem tudták fenntartani. 1820-ban még papja és kántora van a templomnak, de gótikus temploma hamarosan elhagyatott lett és romos állapotba került. 1857-ben összeomlott, a lakosok pedig ezt követően köveit összeszedték és eladták. A református filia megszűnése nagy mértékben hozzájárult a magyar lakosság asszimilációjához vagy elköltözéséhez is.
A falu a trianoni békeszerződésig Szolnok-Doboka vármegye Dési járásához tartozott.

## Lakossága
1910-ben 283 lakosa volt, ebből 267 román és 16 magyar nemzetiségűnek vallotta magát.
2002-ben 130 román lakosa volt.